# うえのテレビ
うえのテレビは、群馬県多野郡上野村が運営している農村型ケーブルテレビ局（農村多元情報システム施設）である。

## 所在地
- 群馬県多野郡上野村大字川和乙3番地

## サービスエリア
- 群馬県多野郡上野村
- 1999年7月1日開局
- 2010年3月地上デジタル放送、BSデジタル放送放送開始

## 主な放送チャンネル

### テレビ局
| アナログ | デジタル | 放送局                   |
| -------- | -------- | ------------------------ |
| 1        | 1        | NHK総合                  |
| 3        | 2        | NHKEテレ                 |
| 4        | 4        | 日本テレビ               |
| 5        | 11       | 自主放送                 |
| 6        | 6        | TBSテレビ                |
| 8        | 8        | フジテレビ               |
| 9        | 3        | 群馬テレビ               |
| 10       | 5        | テレビ朝日               |
| 11       | 12       | 放送大学                 |
| 12       | 7        | テレビ東京               |
| C17      |          | NHKBS1                   |
| C18      |          | NHKBSプレミアム          |
| C21      |          | WOWOW                    |
| C22      |          | グリーンチャンネル       |
| C50ーC56 |          | リクエスト専用チャンネル |

- デジタル放送のチャンネルは、役場サイト行政情報のページに掲載。
- BSデジタル放送はBSデジタルチューナーにより受信する方式である。

### ラジオ局
| MHz  | 放送局   |
| ---- | -------- |
| 79.5 | NACK5    |
| 80.0 | TOKYO FM |
| 80.5 | NHKFM    |
| 82.2 | FM群馬   |

- 放送のほかに「無料村内電話」「インターネット接続」「在宅福祉&介護支援システム」などのサービスがある。